# Даву, Луи Александр
Барон ( с 1808) Луи Александр Даву (14 сентября 1773, Этиве, ист. область Бургундия (совр. деп. Йонна) — 30 сентября 1820, Равьер, деп. Йонна) — французский военачальник, бригадный генерал (1811).

## Биография
Из дворянской семьи. Младший брат маршала Франции Луи Никола Даву. Родился в семье королевского офицера. Революцию принял, и в 1791 году поступил капитаном в 3-й батальон волонтёров Йонны. Сражался в Арденнской армии, но в 1793 году, во время якобинского террора, был уволен из армии, как дворянин. 
Восстановленный в звании после казни вождей якобинцев, Даву был назначен офицером для поручений к своему брату, на тот момент — бригадному генералу. Служил в Северной, Рейнско-Мозельской и Рейнской армиях. Участвовал в Египетской экспедиции Наполеона в качестве офицера для поручений генерала Грезье, помощника начальника главного штаба экспедиционной армии. 
Участвовал в битве при Пирамидах, в осаде Яффы и осаде Сен-Жан-Д'Акра; был произведён в чин шефа эскадрона, и вскоре после этого отличился в битве при Гелиополисе.
В 1800 году он уже сражался в Италии рядом с братом; его лошадь была ранена в бою при переправе через реку Минчо.
После того, как Наполеон стал императором, Луи Александр Даву был произведён в полковники, и стал шевалье, а затем и офицером ордена Почётного легиона. В 1805-1807 годах он сражался при Аустерлице, при Ауэрштадте и при Эйлау. 7 июля 1807 года Луи Александр Даву стал командором ордена Почётного легиона, а 8 марта 1808 года — кавалером саксонского ордена Святого Генриха.
В 1809 году Луи Александр Даву сражался в битве при Ваграме, 15 августа того же года стал бароном империи, а 6 августа 1811 года был произведён в бригадные генералы. Страдая от ревматизма, он 25 ноября 1813 года уходит с действительной службы и возвращается на родину, в Равьер (департамент Йонна). 19 января 1817 года он стал кавалером ордена Святого Людовика, но уже на следующий год скончался, и был похоронен в местной капелле Сен-Рох. 

## Награды
- Кавалер ордена Почётного легиона.
- Офицер ордена Почётного легиона.
- Командор ордена Почётного легиона (7 июля 1807)
- Кавалер ордена Святого Генриха (Королевство Саксония; 8 марта 1808)
- Шевалье ордена Святого Людовика (19 января 1817)